# 브뢴뷔 IF

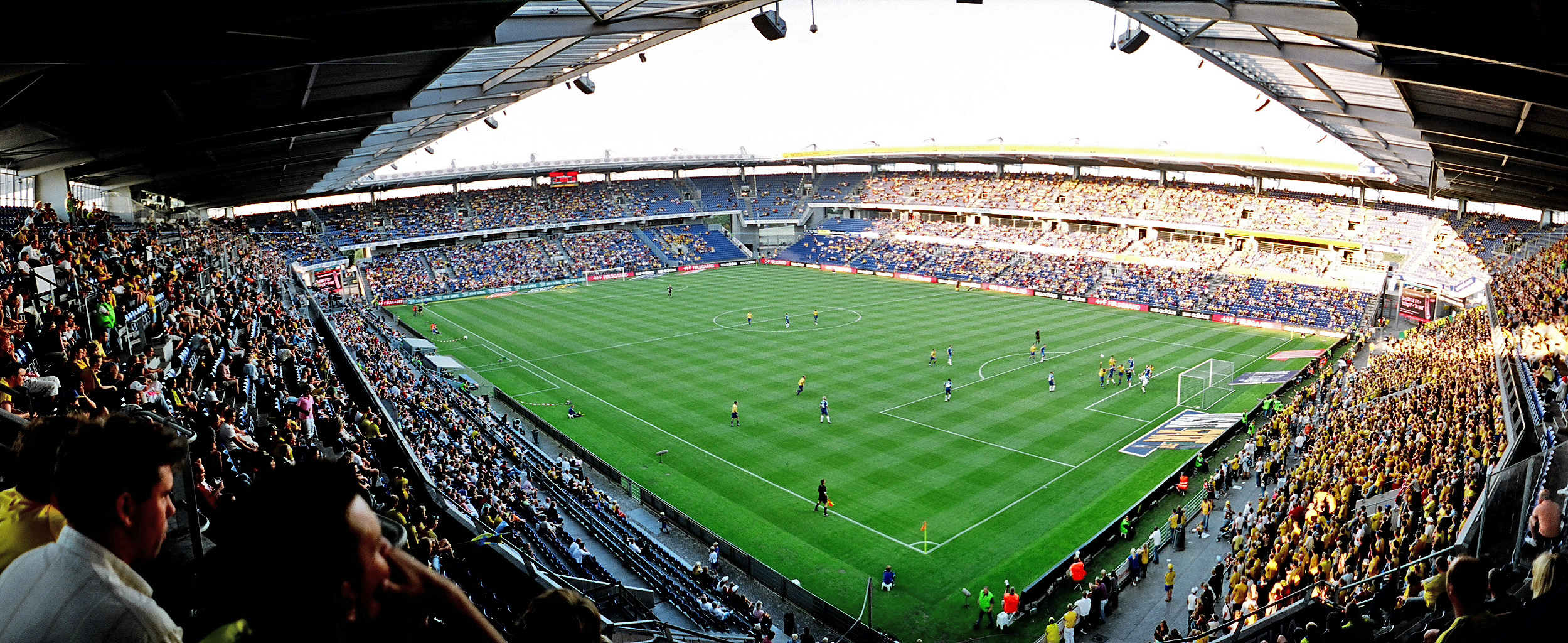
브뢴뷔 IF의 홈 구장인 브뢴뷔 스타디온 파노라마

브뢴뷔 IF(Brøndbyernes Idrætsforening, Brøndby IF)는 덴마크 코펜하겐 인근에 위치한 지방 자치체인 브뢴뷔를 연고로 하는 축구 클럽이다. 줄여서 브뢴뷔(Brøndby) 또는 BIF라고 부르기도 한다. 현재는 덴마크 수페르리가에 참가하고 있다.
1964년 브뢴뷔를 연고로 하는 두 개의 축구 클럽을 합병해서 창단했으며 덴마크 수페르리가 우승 10회, 덴마크 컵 우승 6회의 기록을 갖고 있다. 1992년에 창단된 축구 클럽 FC 쾨벤하운과 라이벌 관계에 있으며 유럽 대회에서 큰 성공을 거둔 덴마크의 축구 클럽이기도 하다. 1990-91 UEFA 컵에서 준결승전까지 진출했으며 1998-99 UEFA 챔피언스리그에서 덴마크의 축구 클럽으로는 처음으로 UEFA 챔피언스리그 조별 예선에 진출하기도 했다.
미카엘 라우드루프과 브리안 라우드루프, 페테르 슈마이켈 등 덴마크의 대표적인 축구 선수를 배출한 팀이기도 하다.

## 역대 성적
- 덴마크 슈퍼리가

우승 11회 : 1985, 1987, 1988, 1990, 1991, 1996, 1997, 1998, 2002, 2005, 2021
준우승 9회 : 1986, 1989, 1995, 1999, 2000, 2001, 2003, 2004, 2006
- 덴마크 컵

우승 6회 : 1989, 1994, 1998, 2003, 2005, 2008
준우승 2회 : 1988, 1996
- 덴마크 리그컵

우승 2회 : 2005, 2006
- 덴마크 슈퍼컵

우승 4회 : 1994, 1996, 1997, 2002
- 로열 리그

우승 1회 : 2007

## 선수 명단

### 현역
참고: FIFA 자격 규정에 따라 소속된 국가대표팀 국기를 표시합니다. 선수는 복수의 FIFA 비회원국 국적을 가지고 있을 수 있습니다.
| 번호 | 포지션 | 국적 | 이름                |
| ---- | ------ | ---- | ------------------- |
| 1    | GK     |      | 패트릭 펜츠         |
| 2    | DF     |      | 세바스티안 세불론센 |
| 9    | FW     |      | 오히 오모이주안포   |
| 10   | MF     |      | 다닐 바스           |

| 번호 | 포지션 | 국적       | 이름              |
| ---- | ------ | ---------- | ----------------- |
| 22   | MF     | 크로아티아 | 요시프 라도셰비치 |
| 24   | DF     | 크로아티아 | 마르코 디브코비치 |
| 28   | FW     |            | 스즈키 유이토     |
| 30   | DF     |            | 조르디 반러버그   |
| 31   | DF     | 수리남     | 션 클라이버       |

## 역대 감독
| 감독              | 임기        |
| ----------------- | ----------- |
| 미카엘 라우드루프 | 2002 ~ 2006 |
| 닐스 닐센         | 2008 ~ 2011 |